# Shadow Warrior 2
Shadow Warrior 2 é um jogo eletrônico de tiro em primeira pessoa lançada em 2016, desenvolvido pela Flying Wild Hog e publicado pela Devolver Digital. O jogo é a sequência de Shadow Warrior de 2013, o reboot do original de 1997. Foi lançado para Windows em outubro de 2016, para PlayStation 4 e Xbox One em maio de 2017. O jogo recebeu críticas geralmente positivas dos críticos. Uma sequência, Shadow Warrior 3, foi lançada em março de 2022.

## Jogabilidade
Shadow Warrior 2 pode ser jogado no modo um jogador ou em um novo modo cooperativo para até 4 jogadores. No modo cooperativo, cada jogador vivencia a narrativa como Lo Wang, mas vê os outros jogadores como vários ninjas anônimos.
Os ambientes de nível são mais abertos e não lineares do que no título anterior. Novas mecânicas de travessia foram adicionadas, como escalar paredes e pular duas vezes para permitir mais exploração. A estrutura da missão em Shadow Warrior 2 é menos restrita do que seu antecessor, e os jogadores agora podem revisitar missões anteriores para reencontrar inimigos anteriores para atualizar as habilidades de Wang. O jogo apresenta uma área central onde o jogador pode adquirir missões e atualizar suas habilidades antes de começar uma missão. Cada missão, exceto eventos específicos da história, apresenta um design de nível gerado aleatoriamente e conteúdo que inclui layouts de mapa aleatórios, posições inimigas, terreno, edifícios e condições climáticas. O jogo utiliza um sistema de dano processual que permite aos jogadores cortar e explodir membros e partes do corpo do inimigo.
O jogo apresenta mais de 70 armas diferentes, variando entre armas de fogo e lâminas. Matar inimigos aumentará o nível das armas e recompensará o jogador com joias para aumentar seu equipamento com propriedades elementais e buffs.

## Trama
Lo Wang recebe uma tarefa da Yakuza para recuperar uma bugiganga antiga do Templo da Saudade. Wang aceita a tarefa e viaja para o templo onde recupera o artefato. Depois de falar com Mamushi, o segundo em comando da Yakuza, ele recebe uma nova tarefa para resgatar Kamiko, a filha do líder da Yakuza, dos laboratórios de Zilla. Ele encontra Kamiko amarrada a uma mesa com as Gêmeas Kyokagami dentro da sala e Zilla observando-a através de um monitor. As Gêmeas injetam em Kamiko uma substância conhecida como Composto 61, e ela começa a ter alucinações. Wang revela sua presença e as Gêmeas correm para pegá-lo, enquanto hordas de soldados da ZillaCorps atacam Wang. Eventualmente, Wang alcança Kamiko e a leva para Smith. Smith decide transferir temporariamente a alma de Kamiko para o corpo de Wang até que ele encontre uma maneira de curá-la completamente. Lo Wang então recupera os ingredientes necessários para fazer a cura e os entrega a Smith.
Enquanto isso, Mamushi Helka encarrega Lo Wang de encontrar a fonte de uma gosma negra que está se espalhando nas terras selvagens. Ela dá a Wang as coordenadas para a localização da suposta fonte. A fonte da gosma negra acaba sendo os Portões Externos, mas que estão trancados pela armadura de Mezu. Wang encontra Mezu ainda guardando os portões como antes. Ele é então contatado pelo Mestre Smith pedindo que ele volte para a montanha, pois os soldados da ZillaCorps atacaram seu esconderijo.
Lo Wang é transportado para as terras selvagens e tenta chegar à Montanha do Dragão, encontrando um grande número de soldados da ZillaCorps. Quando Wang chega à montanha, ele encontra Smith gravemente ferido. Smith revela que terminou de fazer a cura. Em seus momentos de morte, Smith coloca sua alma em um Poço da Alma. Enquanto Wang vai administrar a cura ao corpo de Kamiko, o corpo o ataca, agora em uma forma horrivelmente mutante. Após uma luta difícil, o corpo corrompido escapa. De repente, Ameonna o contata e pede que Wang a encontre nas Colinas das Sombras. Ele encontra Gozu guardando a entrada do templo, que o deixa entrar. Quando Wang encontra Ameonna, ele pede a ela para reverter a ligação da alma, mas Ameonna diz a ele que ele deve recuperar o corpo de Kamiko e devolvê-lo à sua forma original antes que a troca de alma possa ocorrer.
Para realizar o ritual de união de almas, Ameonna precisa de Chi Ancestral, que pode ser encontrado em uma arma que pertenceu ao pai de Kamiko. Kamiko revela que Mamushi Helka carrega consigo uma wakizashi dada a ele por seu pai. Com essa informação, Wang procura Mamushi. Após uma breve conversa, Mamushi tira a própria vida e Wang traz a adaga cerimonial para Ameonna.
Gozu informa Lo Wang que eles localizaram o corpo de Kamiko e marca o último paradeiro conhecido. Wang viaja para o topo da Devil Mountain, onde o corpo tem se alimentado de Black Rain e sofreu ainda mais mutações. Após uma luta difícil, o corpo tenta escapar novamente, mas é capturado pela ZillaCorps. Wang então retorna a Gozu para informá-lo sobre a situação.
Ameonna revela que o pai de Kamiko deve estar nas proximidades de Outer Gates. Lo Wang viaja até lá e encontra Mezu. Mezu revela ser o Oyabun, líder da Yakuza e pai de Kamiko. Ele então viaja para o antigo escritório de Mamushi, enquanto Wang retorna para Ameonna. Ameonna revela ter conhecimento sobre a identidade de Oyabun e estava armando tudo para que Kamiko morresse. Ela então ordena que Gozu mate Wang, mas Wang evita o ataque e então luta contra os Acólitos. Durante a luta, Gozu e Ameonna escapam. Wang retorna para Dragon Mountain e fala com Mezu. Mezu diz que queria usar Kamiko para selar os Outer Gates e Wang revela que sua alma está dentro de seu corpo. Juntos, eles formam uma aliança temporária.
Mezu diz que Xing os ajudará a localizar o corpo de Kamiko, mas Lo Wang deve encontrá-lo pessoalmente. Depois que Wang alcança Xing, ele revela a história por trás dos Portões Exteriores. Éons atrás, os Antigos travaram uma guerra com o caos. Eventualmente, exércitos demoníacos liderados por Xing conseguiram empurrar o caos para o vazio. Hoji então construiu um conjunto de portões para mantê-los fora do Reino das Sombras, enquanto Mezu usou a alma de Ameonna para selar os portões. Infelizmente, eles ainda precisavam do poder derivado do caos, então eles usaram Ameonna para canalizá-lo, através de suas lágrimas. Por séculos, Enra, Mezu e Hoji usaram o poder para seus próprios desejos e então a isolaram para proteger o fluxo de energia. Solidão e tristeza lentamente levaram Ameonna à loucura. As mortes de Enra e Hoji foram a última gota para sua sanidade. Xing então dá a localização do corpo de Kamiko para Wang.
Com a localização do corpo de Kamiko, Lo Wang invade o QG de Zilla. Ele então confronta Zilla, e após uma breve conversa, Zilla entra em um mech e ataca Wang. Wang consegue levar vantagem na luta e derrota Zilla. De repente, Ameonna aparece e rouba o corpo de Kamiko. Zilla dá uma arma a Wang e eles se unem para deter Ameonna.
Lo Wang se encontra com Mezu, que revela que Gozu já havia transferido a alma de Ameonna para o corpo de Kamiko. Isso piorou ainda mais a situação, pois o corpo sofreu ainda mais mutações. Wang então enfrenta Ameonna, a nocauteia e injeta o antídoto de Smith no corpo. Mezu chega, mas antes que ele possa extrair a alma de Ameonna, Lo Wang a mata. Segundos depois, Xing e Zilla chegam à cena. Kamiko decide selar os Portões Externos usando sua alma viva e retificar os dois mundos. Ela então voa para os portões, destruindo-os. Dos portões, um dragão gigante emerge (implícito ser Kamiko) e então ataca Lo Wang.

## Desenvolvimento
Shadow Warrior 2 foi desenvolvido pela Flying Wild Hog, o estúdio que desenvolveu anteriormente a reinicialização de 2013 do original de 1997, usando seu Road Hog Engine interno. Em 11 de junho de 2015, a editora Devolver Digital anunciou oficialmente o título. O jogo foi lançado para Microsoft Windows em 13 de outubro de 2016 e para PlayStation 4 e Xbox One em maio de 2017.

## Recepção
Shadow Warrior 2 recebeu críticas "geralmente favoráveis" dos críticos, enquanto a versão PS4 recebeu críticas "mistas ou médias", de acordo com o site agregador de críticas Metacritic.
A pontuação de 7/10 de Zack Furniss no Destructoid descreveu o jogo como: "Sólido e definitivamente tem um público. Pode haver algumas falhas difíceis de ignorar, mas a experiência é divertida."
Jonathan Leack da Game Revolution concedeu-lhe 4 de 5 estrelas dizendo que " Shadow Warrior 2 está em posição de se tornar o principal sucesso inesperado do Outono de 2016, já que não há muitos jogadores falando sobre ele, e certamente não há muito em termos de uma campanha de marketing. Mesmo assim, sua dinâmica de jogo é tão bem executada que poderia andar entre os maiores jogos deste ano. Se você está procurando um jogo cooperativo online divertido para jogar com amigos, este pode ser o jogo para você. Só não vá esperando uma história satisfatória."
Leif Johnson da IGN deu ao jogo uma pontuação de 8,6/10 com o consenso "As piadas estúpidas de Wang me mantiveram sorrindo do começo ao fim, e a variedade de combate corpo a corpo e à distância e o saque que caiu dele foi satisfatório o suficiente para que eu voltasse com amigos para mais. É muito divertido em solo ou em cooperativo e seu pequeno grau de aleatoriedade é o suficiente para manter a ação fresca por pelo menos algumas corridas."
78/100 foi a pontuação de James Davenport no PC Gamer e disse que "o combate de Shadow Warrior 2 é alegremente expressivo e variado, mas prejudicado pelo humor cansado e datado."
A pontuação de 5/10 de Carli Velocci no Polygon declarou que " Shadow Warrior 2 é um jogo sobre fatiar e atirar em hordas de monstros e soldados. É uma configuração tão clássica quanto o gênero de tiro tem nesse aspecto. Um jogador ansioso para cortar alguns demônios poderia fazer muito pior. Mas todo o resto sobre Shadow Warrior 2 parece vazio. Os personagens não têm vida, as piadas não são engraçadas, a história não vale nada e os níveis são repetitivos. Pode haver um lugar para um jogo no estilo de 1997 em 2016, algo simples com um foco estreito que explora muitas das tradições chatas, sexistas e preguiçosas que os jogos deixaram para trás, mas Shadow Warrior 2 não é nem de longe o suficiente.

### Vendas
A Flying Wild Hog anunciou que Shadow Warrior 2 quadruplicou suas vendas em comparação com o reboot de Shadow Warrior de 2013 , dizendo "Não poderíamos estar mais felizes com a recepção de Shadow Warrior 2, que nossos fãs e críticos tenham aplaudido amplamente nossos esforços significa o mundo absoluto para nós".